# Championnat de Belgique de football de deuxième division 1947-1948
Navigation
saison précédente saison suivante
Le Championnat de Belgique de football de Division 1 1947-1948 est la 31e édition du championnat de deuxième niveau national du football en Belgique. Deux ans après la fin de la Seconde Guerre mondiale, il reprend son format d'avant-guerre, avec deux séries de 16 clubs, dont les champions sont promus en Division d'Honneur, et les deux derniers de chaque série relégués en Promotion.
À la suite de l'ajustement du nombre d'équipes de chaque niveau national, cinq clubs de Division d'Honneur ont été relégués la saison précédente : le R. FC Brugeois, Saint-Nicolas, l'Eendracht Alost, le White Star et le La Forestoise. Les quatre champions de Promotion 1947 rejoignent également la Division 1. Parmi eux, on compte deux clubs de retour après douze ans d'absence, le R. FC Bressoux et le SK Roulers, et deux néophytes, le FC Winterslag et Gosselies Sports.
La Série A est remportée par le RC Malines, qui retrouve la Division d'Honneur après huit saisons d'attente. Il devance trois équipes reléguées, Sint-Niklaassche, Alost et le RFC Brugeois. Dans l'autre série, c'est le R. Tilleur FC qui l'emporte, et remonte ainsi au plus haut niveau national deux ans après l'avoir quitté. C'est le cinquième titre remporté par le club liégeois au deuxième niveau national, un record qui tiendra jusqu'en 2002, année du sixième titre du FC Malines.
En bas de tableau, le Tubantia et la R. AS Renaisienne sont relégués de la Série A, après respectivement 17 et 8 saisons au deuxième niveau national, dont 2 en Division d'Honneur pour Tubantia. En Série B, les places de relégables reviennent au FC Mol Sport et au R. Fléron FC, qui redescendent en Promotion après 2 et 8 saisons en Division 1. L'un comme l'autre ne sont plus jamais remontés au deuxième niveau national depuis lors.

## Changement d'appellation
En vue de cette saison, Sint-Niklaassche Sportkring (matricule 221), qui descend de « Division d'Honneur », modifie une nouvelle fois l'orthographe de son appellation et devient Sint-Niklaasse Sportkring (matricule 221).

## Clubs participants 1947-1948
Trente-deux clubs prennent part à cette édition, soit un de moins que lors de la saison précédente. Dorénavant, les séries comportent 16 équipes, un total qui devient la norme dans le football belge.
Les matricules renseignés en gras existent encore lors de la saison « 2012-2013 ».

### Série A
| #  | Nom                                           | Mat. | Ville           | Stades                   | En D2 depuis    | Total en D2 | S. précédente          |
| -- | --------------------------------------------- | ---- | --------------- | ------------------------ | --------------- | ----------- | ---------------------- |
| 1  | Royal Football Club Brugeois                  | 3    | Bruges          | De Klokke                | 1947-1948 (1re) | 8 saisons   | Division d'Honneur 19e |
| 2  | Sportclub Eendracht Aalst                     | 90   | Alost           | Bredestraat              | 1947-1948 (1re) | 4 saisons   | Division d'Honneur 17e |
| 3  | Sint-Niklaasse Sportkring                     | 221  | St-Nicolas/Waas | ??                       | 1947-1948 (1re) | 3 saisons   | Division d'Honneur 18e |
| 4  | Royal Cercle Sportif Brugeois                 | 12   | Bruges          | stade E. De Smedt        | 1946-1947 (2e)  | 4 saisons   | 7e Série B             |
| 5  | Royal Stade Louvaniste                        | 18   | Louvain         | Leuvense Sportcentrum    | 1936-1937 (9e)  | 23 saisons  | 2 e Série B            |
| 6  | Royal Courtrai Sports                         | 19   | Courtrai        | Guldensporenstadion      | 1943-1944 (4e)  | 13 saisons  | 5e Série B             |
| 7  | Racing Club Mechelen Koninklijke Maatschappij | 24   | Malines         | Antwerpsesteenweg        | 1937-1938 (8e)  | 12 saisons  | 3e Série B             |
| 8  | Royal Racing Club Tournaisien                 | 36   | Tournai         | Drève de Maire           | 1941-1942 (6e)  | 6 saisons   | 9e Série B             |
| 9  | Royale Association Sportive Renaisienne       | 38   | Renaix          | avenue du 4 mars         | 1937-1938 (8e)  | 12 saisons  | 11e Série B            |
| 10 | Royal Football Club Renaisien                 | 46   | Renaix          | Parc Lagache             | 1931-1932 (14e) | 14 saisons  | 8e Série B             |
| 11 | Koninklijke Tubantia Football Athletic Club   | 64   | Borgerhout      | Rivierenhof              | 1932-1933 (13e) | 15 saisons  | 12e Série B            |
| 12 | Racing Club Tirlemont                         | 132  | Tirlemont       | ??                       | 1938-1939 (7e)  | 13 saisons  | 4e Série B             |
| 13 | Union Royale Namur                            | 156  | Namur           | stade des Champs-Élysées | 1945-1946 (3e)  | 3 saisons   | 6e Série B             |
| 14 | Koninklijke Football Club Vigor Hamme         | 211  | Hamme           | ??                       | 1942-1943 (5e)  | 5 saisons   | 10e Série B            |
| 15 | Royal Gosselies Sports                        | 69   | Gosselies       | ??                       | 1947-1948 (1re) | 1 saison    | 1er Promotion B        |
| 16 | Sportkring Roulers                            | 134  | Roulers         | Schierveld               | 1947-1948 (1re) | 4 saisons   | 1er Promotion D        |

### Localisations Série A
| \| Tubantia RC Malines FC Brugeois CS Brugeois Courtrai Roulers Hamme E. Aalst St-Nicolas Louvain Tirlemont RC Tournai AS Renaix FC Renaix Gosselies UR Namur \| Localisation des clubs engagés en Division 1A 1947-1948 |
| Tubantia RC Malines FC Brugeois CS Brugeois Courtrai Roulers Hamme E. Aalst St-Nicolas Louvain Tirlemont RC Tournai AS Renaix FC Renaix Gosselies UR Namur                                                               |

### Série B
| #  | Nom                                        | Mat. | Ville        | Stades                 | En D2 depuis    | Total en D2 | S. précédente          |
| -- | ------------------------------------------ | ---- | ------------ | ---------------------- | --------------- | ----------- | ---------------------- |
| 1  | Royal White Star Athletic Club             | 47   | Woluwe-St-L. | rue Kelle              | 1947-1948 (1re) | 11 saisons  | Division d'Honneur 16e |
| 2  | Royal Cercle Sportif La Forestoise         | 51   | Forest       | stade communal         | 1947-1948 (1re) | 18 saisons  | Division d'Honneur 15e |
| 3  | Daring Club de Bruxelles Société Royale    | 2    | Molenbeek    | stade E. Machtens      | 1941-1942 (6e)  | 6 saisons   | 4e Série A             |
| 4  | Royal Football Club Sérésien               | 17   | Seraing      | stade du Pairay        | 1931-1932 (14e) | 16 saisons  | 8e Série A             |
| 5  | Royal Tilleur Football Club                | 21   | Tilleur      | stade du Pont d'Ougrée | 1946-1947 (2e)  | 24 saisons  | 3e Série A             |
| 6  | Royal Fléron Football Club                 | 33   | Fléron       | ??                     | 1941-1942 (6e)  | 9 saisons   | 9e Série A             |
| 7  | Royal Excelsior Football Club Hasselt      | 37   | Hasselt      | Stedelijkestadion      | 1938-1939 (7e)  | 17 saisons  | 13e Série A            |
| 8  | Koninklike Tongerse Sportvereniging Cercle | 54   | Tongres      | ??                     | 1942-1943 (5e)  | 8 saisons   | 11e Série A            |
| 9  | Football Club Herentals                    | 97   | Herentals    | ??                     | 1941-1942 (6e)  | 6 saisons   | 6e Série A             |
| 10 | Football Club Turnhout                     | 148  | Turnhout     | Villapark              | 1937-1938 (8e)  | 18 saisons  | 2e Série A             |
| 11 | Stade Waremmien Football Club              | 190  | Waremme      | ??                     | 1946-1947 (2e)  | 7 saisons   | 10e Série A            |
| 12 | Football Club Verbroedering Geel           | 395  | Geel         | ??                     | 1942-1943 (5e)  | 5 saisons   | 5e Série A             |
| 13 | Beeringen Football Club                    | 522  | Beringen     | Mijnstadion            | 1945-1946 (3e)  | 3 saisons   | 7e Série A             |
| 14 | Mol Sport                                  | 852  | Mol          | ??                     | 1946-1947 (2e)  | 2 saisons   | 12e Série A            |
| 15 | Football Club Winterslag                   | 322  | Winsterslag  | Noordlaanstadion       | 1947-1948 (1re) | 1 saison    | 1er Promotion A        |
| 16 | Royal Football Club Bressoux               | 23   | Bressoux     | ??                     | 1947-1948 (1re) | 11 saisons  | 1er Promotion C        |

### Localisations Série B
| \| Liège: · R. FC Sérésien · R. Tilleur FC · R. FC Bressoux Daring White Star La Forestoise FC Turnhout Verb. Geel Mol Sp. FC Herentals Beringen Winterslag Exc. FC Hasselt Tongres Liège Fléron Waremme \| Localisation des clubs engagés en Division 1B 1947-1948 |
| Liège: · R. FC Sérésien · R. Tilleur FC · R. FC Bressoux Daring White Star La Forestoise FC Turnhout Verb. Geel Mol Sp. FC Herentals Beringen Winterslag Exc. FC Hasselt Tongres Liège Fléron Waremme                                                               |

## Classements
- Le nom des clubs est celui employé à l'époque

Légende
- Champion et promu en Division d'Honneur la saison suivante
- Relégation en Promotion (D3) la saison suivante

Abréviations
 : Relégué de Division d'Honneur 1946-1947

 : Promus de Promotion (D3) 1946-1947

### Division 1 A
| Rang | Équipe              | Pts | J  | G  | N  | P  | Bp  | Bc | Diff |
| ---- | ------------------- | --- | -- | -- | -- | -- | --- | -- | ---- |
| 1    | RC MECHELEN KM      | 49  | 30 | 22 | 5  | 3  | 100 | 22 | +78  |
| 2    | Sint-Niklaasse SK   | 46  | 30 | 21 | 4  | 5  | 97  | 45 | +52  |
| 3    | SC Eendracht Alost  | 45  | 30 | 20 | 5  | 5  | 61  | 35 | +26  |
| 4    | R. FC Brugeois      | 38  | 30 | 13 | 12 | 5  | 49  | 36 | +13  |
| 5    | R. CS Brugeois      | 33  | 30 | 12 | 9  | 9  | 55  | 41 | +14  |
| 6    | R. Courtrai Sport   | 30  | 30 | 11 | 8  | 11 | 45  | 45 | 0    |
| 7    | UR Namur            | 29  | 30 | 12 | 5  | 13 | 44  | 48 | -4   |
| 8    | SK Roulers          | 28  | 30 | 9  | 10 | 11 | 49  | 59 | -10  |
| 9    | RC Tirlemont        | 28  | 30 | 9  | 10 | 11 | 46  | 56 | -10  |
| 10   | R. Gosselies Sports | 27  | 30 | 9  | 9  | 12 | 48  | 52 | -4   |
| 11   | R. Stade Louvaniste | 26  | 30 | 9  | 8  | 13 | 60  | 71 | -11  |
| 12   | R.FC Renaisien      | 25  | 30 | 9  | 7  | 14 | 50  | 55 | -5   |
| 13   | R. RC Tournaisien   | 25  | 30 | 11 | 3  | 16 | 61  | 88 | -27  |
| 14   | K. FC Vigor Hamme   | 22  | 30 | 9  | 4  | 17 | 27  | 53 | -26  |
| 15   | K. Tubantia FC      | 17  | 30 | 5  | 7  | 18 | 26  | 54 | -28  |
| 16   | R. AS Renaisienne   | 12  | 30 | 3  | 6  | 21 | 24  | 82 | -58  |

### Division 1 B
| Rang | Équipe                  | Pts | J  | G  | N  | P  | Bp | Bc | Diff |
| ---- | ----------------------- | --- | -- | -- | -- | -- | -- | -- | ---- |
| 1    | R. TILLEUR FC           | 44  | 30 | 19 | 6  | 5  | 81 | 38 | +43  |
| 2    | R. White Star AC        | 41  | 30 | 18 | 5  | 7  | 81 | 38 | +43  |
| 3    | Beeringen FC            | 39  | 30 | 16 | 7  | 7  | 62 | 41 | +21  |
| 4    | FC Turnhout             | 36  | 30 | 15 | 6  | 9  | 75 | 59 | +16  |
| 5    | K. Tongerse SV Cercle   | 35  | 30 | 14 | 7  | 9  | 51 | 54 | -3   |
| 6    | R. FC Bressoux          | 32  | 30 | 12 | 8  | 10 | 60 | 51 | +9   |
| 7    | Daring CB SR            | 31  | 30 | 14 | 3  | 13 | 78 | 69 | +9   |
| 8    | R. Excelsior FC Hasselt | 31  | 30 | 14 | 3  | 13 | 62 | 63 | -1   |
| 9    | FC Herentals            | 28  | 30 | 8  | 12 | 10 | 49 | 52 | -3   |
| 10   | R. FC Sérésien          | 26  | 30 | 10 | 6  | 14 | 52 | 57 | -5   |
| 11   | Stade Waremmien FC      | 26  | 30 | 10 | 6  | 14 | 57 | 72 | -15  |
| 12   | FC Verbroedering Geel   | 26  | 30 | 11 | 4  | 15 | 53 | 60 | -7   |
| 13   | R. CS La Forestoise     | 24  | 30 | 9  | 6  | 15 | 52 | 60 | -8   |
| 14   | FC Winterslag           | 23  | 30 | 10 | 3  | 17 | 66 | 69 | -3   |
| 15   | Mol Sport               | 21  | 30 | 9  | 3  | 18 | 38 | 88 | -50  |
| 16   | R. Fléron FC            | 17  | 30 | 5  | 7  | 18 | 34 | 80 | -46  |

### Meilleurs buteurs
- Série A : Jozef Mannaerts (RC Mechelen KM), 32 buts
- Série B : Émile Binet (R. FC Sérésien), 24 buts

## Résumé de la saison
- Champion A: RC Mechelen KM (2e titre de D2)
- Champion B: R. Tilleur FC (5e titre de D2)

- Treizième titre de "D2" pour la Province d'Anvers.
- Onzième titre de "D2" pour la Province de Liège.

| Région flamande (19)            | Région flamande (19) | Province de Brabant (5)      | Province de Brabant (5) | Région wallonne (8)    | Région wallonne (8) |
| ------------------------------- | -------------------- | ---------------------------- | ----------------------- | ---------------------- | ------------------- |
| Province d'Anvers               | 6                    | Région de Bruxelles-Capitale | 3                       | Province de Hainaut    | 2                   |
| Province de Flandre-Occidentale | 4                    | Province du Brabant flamand  | 2                       | Province de Liège      | 5                   |
| Province de Flandre-Orientale   | 5                    | Province du Brabant wallon   | 0                       | Province de Luxembourg | 0                   |
| Province de Limbourg            | 4                    |                              |                         | Province de Namur      | 1                   |

1. ↑  Au niveau footballistique, la province de Brabant est toujours unitaire malgré sa partition territoriale en 1995.

## Montée / Relégation
Le Racing Club Mechelen Koninklijke Maatschappij et le Royal Tilleur Football Club gagnent le droit de monter en Division d'Honneur, où ils remplacent les deux descendants: R. Uccle Sport et K. Lierse SK.
Les quatre équipes reléguées sont remplacées que par les  quatre champions de Promotion (D3) : R. US Tournaisienne, R. CS Verviétois, US du Centre et Sint-Truidense VV.

## Débuts en D2
Deux clubs disputent leur première saison au 2e niveau national. Ils sont les 90e et 91e clubs différents à jouer en "D2" belge.
- R. Gosselies Sports est le 7e club de la Province de Hainaut à atteindre le ce niveau.
- FC Winterslag est le 7e club de la Province de Limbourg à atteindre le ce niveau.

## Changement de matricule
Cette saison est la première que le K. Tongersche SV Cercle dispute sous le matricule 54. Ce changement de numéro matricule est un fait quasi unique dans l'Histoire du football belge.